# Mesquita Nacional de Abuja

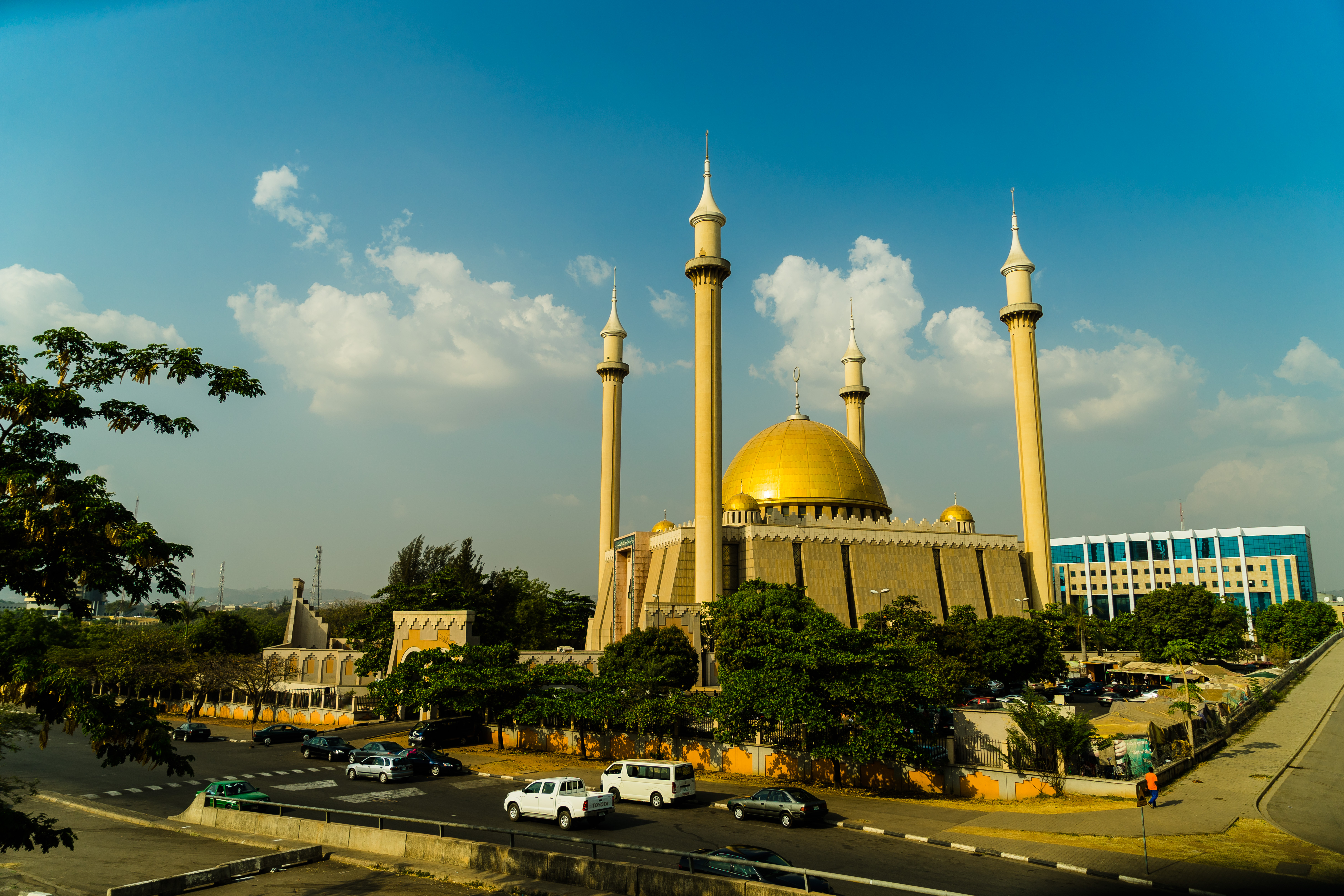
Mesquita de Abuja

Mesquita Nacional de Abuja, também conhecida como a Mesquita Nacional Nigeriana, é a mesquita nacional da Nigéria, um país com uma considerável população muçulmana (ver Islamismo na Nigéria). A mesquita foi construída em 1984 e não está aberto aos não-muçulmanos durante orações, foi a primeira mesquita da Nigéria. Ustaz Musa Mohammed é o chefe.

## Localização e traçado
A mesquita fica na capital, Abuja, e está situada na Avenida Independência, em frente da Igreja Nacional da Nigéria.
A Mesquita Nacional é caracterizada pela sua cúpula dourada e os quatro altos minaretes na paisagem urbana de Abuja. A mesquita inclui um átrio de oração na entrada, uma biblioteca, e um salão de conferência religiosa e escolar.